# Артур Масуаку
Артур Масуаку (фр. Arthur Masuaku, нар. 7 листопада 1993, Лілль, Франція) — французький футболіст, захисник турецького клубу «Бешикташ».
Виступав, зокрема, за клуби «Валансьєнн», «Олімпіакос» (Пірей), а також юнацьку збірну Франції.

## Клубна кар'єра
Вихованець футбольної школи місцевого «Лілля», а з 2008 року продовжив займатися футболом у школі «Валансьєнна». Дорослу футбольну кар'єру розпочав 2013 року в основній команді останнього клубу, в якій провів один сезон, взявши участь у 26 матчах чемпіонату. Більшість часу, проведеного у складі «Валансьєнна», був основним гравцем захисту команди.
До складу грецького «Олімпіакоса» приєднався 2014 року. За перші півроку встиг відіграти за клуб з Пірея 11 матчів в національному чемпіонаті.

## Виступи за збірні
2011 року дебютував у складі юнацької збірної Франції, взяв участь у 5 іграх на юнацькому рівні.

## Титули та досягнення
«Олімпіакос»
- Чемпіон Греції: 2014–15, 2015–16
- Кубок Греції: 2014–15; фіналіст: 2015–16[1]

«Бешикташ»
- Володар Суперкубка Туреччини (1): 2024
- Володар Кубка Туреччини (1): 2023–24